# Melipona captiosa
Melipona captiosa är en biart som beskrevs av Jesus Santiago Moure 1962. Melipona captiosa ingår i släktet Melipona och familjen långtungebin. Inga underarter finns listade i Catalogue of Life.